# Syodon biarmicum
Syodon biarmicum és una espècie extinta de teràpsid dinocèfal que visqué durant el Permià superior. Se n'han trobat restes fòssils a Rússia.